# Olliffiella cristicola
Olliffiella cristicola är en insektsart som beskrevs av Cockerell 1896. Olliffiella cristicola ingår i släktet Olliffiella och familjen eksköldlöss. Inga underarter finns listade i Catalogue of Life.